# 原ノ町統括センター
原ノ町統括センター（はらのまちとうかつセンター）は、東日本旅客鉄道（JR東日本）水戸支社の駅・運転士・車掌を所管する組織である。
2023年6月1日に原ノ町駅、原ノ町運輸区を統合して発足。

## 所管

### 駅
- 原ノ町駅 - 所長所在駅
- 大野駅☆
- 双葉駅☆
- 浪江駅☆
- 桃内駅☆
- 小高駅☆
- 磐城太田駅☆
- 鹿島駅☆
- 日立木駅☆
- 相馬駅★
- 駒ケ嶺駅★
- 新地駅●

★: JR東日本ステーションサービスに業務委託　●: 簡易委託駅　☆: 無人駅

### 乗務員
- 原ノ町駅近傍に設置（旧原ノ町運輸区）
- 担当線区（運転士・車掌）
  - 常磐線：いわき - 岩沼間
  - 東北本線：岩沼 - 仙台間（常磐線の列車乗り入れ区間）

## 歴史
- 2023年6月1日 - 原ノ町統括センター（原ノ町駅、原ノ町運輸区の統合）が発足。原ノ町運輸区を廃止する。

| スタブアイコン | サブスタブ | この項目は、まだ閲覧者の調べものの参照としては役立たない、鉄道に関連した書きかけの項目です。この項目を加筆・訂正などしてくださる協力者を求めています（P:鉄道/PJ:鉄道）。 |